# 蒙特哈克
蒙特哈克，是西班牙安达卢西亚自治区马拉加省的一个市镇。 总面积46平方公里，总人口1032人（2001年），人口密度22人/平方公里。